# 饱和 (化学)
在一定温度下，在一定量的溶剂裡加入某种溶质，当溶质不能继续再溶解时，所得到的溶液叫做饱和溶液（saturated solution）。

## 饱和溶液的判断
仅凭人类的肉眼不能观察出溶液是否已达到饱和状态。
- 向溶液中继续添加溶质，若溶液不能再继续溶解加入的溶质，則可以判断此时的溶液已达到饱和状态。

## 饱和溶液与不饱和溶液的转换

### 饱和溶液变化为不饱和溶液
通常情况下，大多数固態溶質的溶解度随溶液温度的升高而增大，因此升高溶液温度可以将其转变为不饱和溶液。大多數氣體溶質則相反，其溶解度随溶液温度的升高而減少（氢氧化钙等极少数固體的溶解度随溶液温度的升高而降低，也不適合用此方法）。
也可以通过向溶液中增加溶剂的方法将其变为不饱和溶液。

### 不饱和溶液变化为饱和溶液
通常情况下，大多数固態溶質的溶解度随溶液温度的升高而增大，因此降低溶液温度可以将其轉变为饱和溶液。大多數氣體溶質則相反，其溶解度随溶液温度的升高而減少（氢氧化钙等极少数固體的溶解度随溶液温度的升高而降低，也不適用此方法）。
也可以通过蒸发、恒温蒸发的方法使其变化为饱和溶液。这种方法适用于氯化钠等溶解度随溶液温度变化不大的物质。

#### 结晶
到达饱和溶液后，對溶液進行冷卻或减少溶剂，溶解在溶液中的固態溶质将以晶体的形式析出。此过程叫做结晶。